# Eleonora Fonseca Pimentel

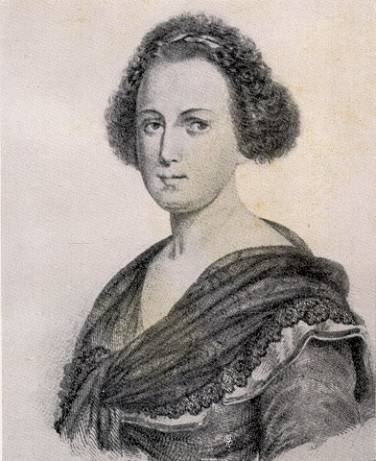
Eleonora Fonseca Pimentel

Eleonora Anna Naria Felice de Fonseca Pimentel (Leonor da Fonseca Pimentel Chaves, * 13. Januar 1752 in Rom; † 20. August 1799 in Neapel) war eine portugiesische italienischsprachige Dichterin zu Zeiten des bourbonischen Königreichs Neapel und der kurzlebigen Parthenopäischen Republik von Frankreichs Gnaden.

## Leben
Ihre aus Portugal stammenden Eltern waren adeliger Herkunft und zogen 1760 nach Neapel. Privilegiert, schrieb Leonor (so ihr Name im Portugiesischen) schon als Kind Gedichte und las Griechisch und Latein.
In den siebziger Jahren des 18. Jahrhunderts bewegte sie sich in neapolitanischen Intellektuellenzirkeln. Ihre Schriften waren von illustrationistischem und masonischem Gedankengut geprägt und sie korrespondierte mit Intellektuellen ihrer Zeit unter anderen mit Metastasio. Der anfänglich eher liberal eingestellten Königin Maria Carolina widmete sie damals sogar verherrlichende Gedichte.
1798 wurde sie wegen jakobinischer Umtriebe kurzzeitig verhaftet, kam aber im Zuge der Errichtung der Parthenopäischen Republik 1799 frei und wurde einer ihrer Hauptproponentinnen. So war sie etwa die Herausgeberin der Zeitung Il Monitore Napoletano, der offiziellen Zeitung der Parthenopäischen Republik.
Als es im selben Jahr dem nach Sizilien geflüchteten Königspaar mit Hilfe des englischen Admirals Horatio Nelson gelang, nach Neapel zurückzukehren, erging ein furchtbares Strafgericht über die Exponenten der Parthenopäischen Republik. Zusammen mit führenden Politikern der Republik und praktisch der gesamten republikanischen Elite Neapels wurde sie inhaftiert und zum Tode verurteilt. Sie bestieg das Schafott mit dem Zitat von Vergil: Forsan et haec olim meminisse iuvabit („Eines Tages wird es Freude bereiten, sich daran zu erinnern“).